# Weihestein

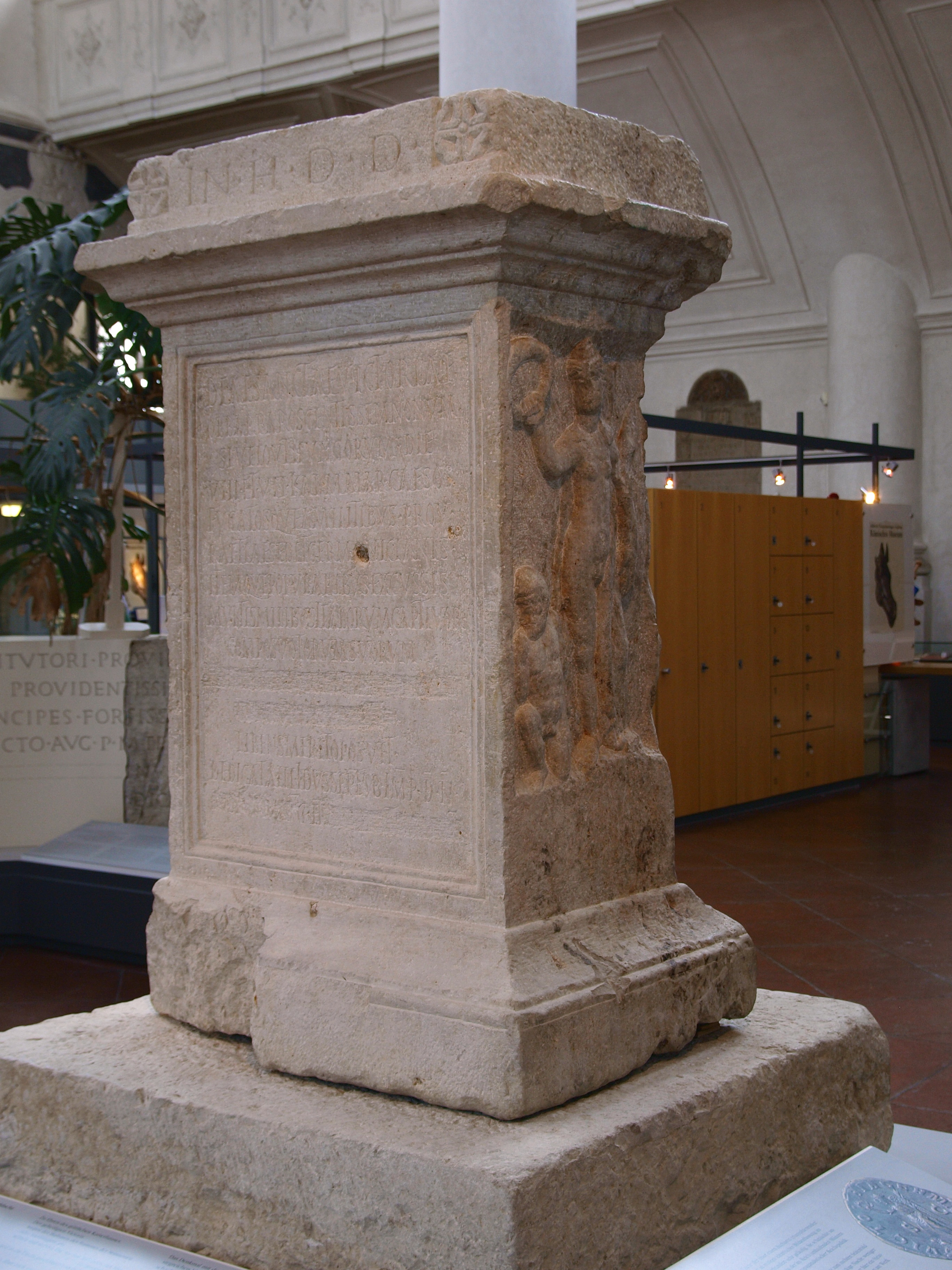
Der Augsburger Weihestein

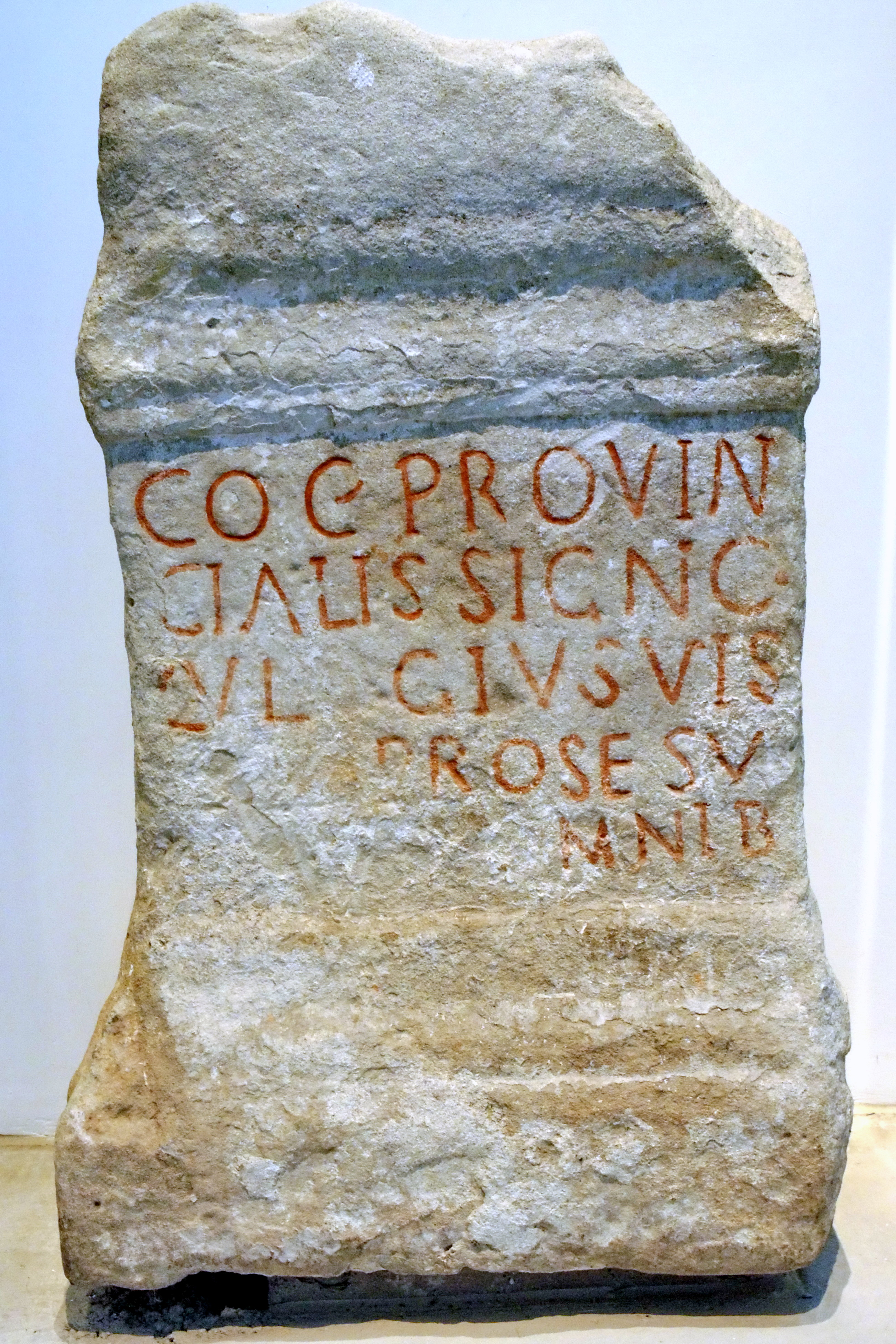
Römischer Weihestein aus Kempraten (Centum Prata) im Stadtmuseum Rapperswil-Jona

Ein Weihestein oder auch Votivstein war im engeren Sinne ein Stein, in den im Altertum eine Weihinschrift an Gottheiten, Könige oder hochrangige Persönlichkeiten eingemeißelt wurde.
Die ältesten Weihesteine stammen aus Babylonien und führen die Bezeichnung Kudurru. Bekannt ist auch der Weihestein der antiken Stadt Thera auf der griechischen Insel Santorini, wo in der Unterstadt mehrere auf dem Boden platzierte Steine mit eingemeißelten Götternamen gefunden wurde, die aus dem 7. Jahrhundert v. Chr. stammen.
Römerzeitliche Steine wurde meistens im 1. bis 3. Jahrhundert n. Chr. hergestellt. Sie stellen besonders für die keltische Religion wichtige Zeugnisse dar, aber auch für die kontinentalgermanische Religion der Römerzeit sind sie wichtige Zeugen.
Im weiteren Sinne wird ein Stein mit einer Weihung teilweise heute noch als Weihestein oder Dedikationsstein bezeichnet. Solche sind auch aus vielen anderen Kulturen bekannt.